# Larentia dionysias
Larentia dionysias är en fjärilsart som beskrevs av Edward Meyrick 1907. Larentia dionysias ingår i släktet Larentia och familjen mätare. Inga underarter finns listade i Catalogue of Life.